# Walter George
Walter Goodall George, född 9 september 1858, död 4 juni 1943, var en brittisk löpare som under 1800-talet slog flera rekord. Bland annat satte han ett världsrekord på en engelsk mil 1886 som skulle komma att stå sig i nästan 30 år. 
George arbetade mycket och för att kunna konkurrera inom löpningen, trots begränsad tid för träning, uppfann han en oortodox träningsmetod som han kallade för "100-up", där man springer på stället med höga knän. Övningen 100-up har uppmärksammats på 2000-talet av barfotalöpare t.ex. Christopher McDougall.